# 위숙왕후
위숙왕후 한씨(威肅王后 韓氏, 생몰년 미상) 고려의 추존 왕후이자 세조(世祖)의 왕후이다. 태조 왕건의 어머니이며 정식시호는 혜사인평위숙왕후(惠思仁平威肅王后)이다. 기록이 없어 자세한 행적을 알 수 없다.

## 생애
고려 왕조(高麗 王朝)의 세 번째 추존왕후(追尊王后) 태조(太祖) 신성대왕(神聖大王) 왕건(王建)의 1대조 친어머니이다.
고려사(高麗史) 고려세계(高麗世階)에서 인용한 편년강목(編年綱目)에만 약간의 기록이 남아있다.

## 가족 관계
- 아버지 : 한씨(韓氏)
- 어머니 : 미상
  - 남편 : 세조(世祖 ? ~ 897)
    - 아들 : 태조(太祖, 877 ~ 943)

## 대중 문화속에 나타나는 위숙왕후

### TV 드라마
- 《태조 왕건》(KBS, 2000년~2002년, 배우:서우림)

## 같이 보기
- 세조
- 태조
- 왕평달
- 왕식렴
- 왕신
- 왕육

1. ↑  태조 왕건(太祖 王建)의 추촌(追尊) 되었다.
2. ↑  모친 이름은 미상
3. ↑  출생년도는 미상
4. ↑  출생지 미상
5. ↑  사망년도는 미상
6. ↑  사망지 미상
7. ↑  부친 이름미상
8. ↑  모친 이름미상
9. ↑  형제자매 이름미상